# Marcel Rouvière

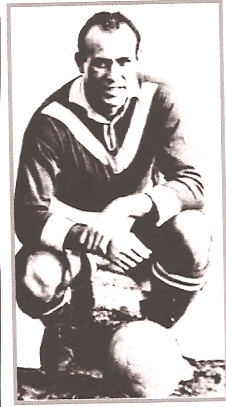
Rouvière als Spieler

Marcel Rouvière (* 4. Oktober 1921 in Alès; † 13. August 1976 in Nîmes) war ein französischer Fußballspieler und -trainer.

## Spielerkarriere
Der Stürmer stand von 1944 an im Kader von Olympique Alès und nahm mit der Mannschaft an der inoffiziell ausgetragenen Division 1, der ersten Liga, teil. In 20 Partien erzielte er 17 Treffer, womit er die Hälfte der Tore seines gesamten Teams schoss. Als zur Saison 1945/46 der reguläre Spielbetrieb wieder aufgenommen wurde, trat Alès nur noch in der zweithöchsten Liga an. Der 180 Zentimeter große Akteur, der als physisch stark galt, konnte an seine vorherigen Erfolge anknüpfen, verpasste aber trotz 19 Erfolgen knapp den Wiederaufstieg. Nachdem die zuvor zweigleisige zweite Liga 1946 zu einer Gruppe zusammengefasst worden war, wurde der Stürmer im Verlauf der Spielzeit 1946/47 bei allen 42 Partien aufgeboten. Mit 40 Toren leistete er einen wesentlichen Beitrag zum Aufstieg in die Erstklassigkeit, verpasste jedoch aufgrund der 45 Treffer von Josef Humpál den Titel des Torschützenkönigs.
Seine erste offizielle Saison in der ersten Liga brachte einen klaren Rückgang seiner Trefferquote mit sich, da er nicht mehr als neun Torerfolge verbuchen konnte; zugleich musste Rouvière 1948 den direkten Wiederabstieg hinnehmen. Allerdings verblieb er nicht bei Alès, sondern folgte seinem Trainer Pierre Pibarot zum ebenfalls zweitklassigen Lokalrivalen Olympique Nîmes. Dort erlangte er seine Torgefahr zurück und traf zuerst 21, dann 23 Mal das Ziel; mit seinen 23 Treffern in der Saison 1949/50 erreichte er den Gewinn der Zweitligameisterschaft sowie den damit verbundenen Aufstieg. 
Zurück in der höchsten französischen Spielklasse schaffte er mit 17 Toren den Sprung auf Platz neun der Torjägerliste; darüber hinaus war er mit Nîmes Fünftplatzierter der Tabelle und fehlte nur ein Punkt zum Meister OGC Nizza. Die Spielzeit 1951/52 beendete der Verein als Sechster und damit erneut mit einer hohen Platzierung, während Rouvière seine Leistung auf 25 Treffer ausbaute; damit stand er auf Platz zwei der Liste der besten Schützen, auch wenn sechs Treffer auf den Sieger Gunnar Andersson fehlten.
Von 1952 an erlebte er einen Einbruch, hatte keine derart feste Position im Team mehr inne und traf sowohl 1952/53 als auch 1953/54 lediglich sieben Mal. Danach wurde er völlig verdrängt und lief in der Spielzeit 1954/55 noch ein einziges Mal auf, wobei er zugleich seinen letzten Treffer schoss. Anschließend beendete Rouvière nach 130 offiziellen Erstligapartien mit 66 Toren, 20 inoffiziellen Erstligapartien mit 17 Toren sowie 130 Zweitligapartien mit 103 Toren seine aktive Laufbahn.

## Trainerkarriere
Nach seinem Karriereende ergriff Rouvière den Beruf des Sportlehrers und arbeitete daneben weiter für Olympique Nîmes, wo er als Talentscout und Jugendtrainer zum Einsatz kam; aus seiner Fußballschule gingen unter anderem die Nationalspieler Jacques Novi und Michel Mézy hervor. Mit der Jugendmannschaft gewann er 1961, 1966 und 1969 die Coupe Gambardella, die den höchsten Landeswettbewerb für Juniorenmannschaften darstellt. 
Zudem trainierte der ehemalige Spieler von 1964 bis 1967 die Profimannschaft, mit der er 1967 abstieg; 1969 übernahm er für einige Monate ein weiteres Mal die Verantwortung, wobei er das Team in der ersten Liga halten konnte. Als er sich am 13. August 1976 während eines Spiels von Nîmes gegen den SCO Angers im Stadion aufhielt, erlitt er einen Herzinfarkt und verstarb an dessen Folgen. Im September desselben Jahres wurden ihm postum die goldene Medaille der Sportjugend sowie der Ordre des Palmes Académiques verliehen; ein Stadion in Nîmes wurde nach dem früheren Profi benannt.